# Carlos Yusta
Carlos Yusta Rojas (Santiago, 9 de abril de 1925-Coquimbo, 13 de abril de 2017) fue un técnico automotriz y político chileno. Militante del Partido Socialista, ejerció como concejal y alcalde de Coquimbo y gobernador de la provincia de Elqui.

## Biografía
Llegó a Coquimbo en agosto de 1952 como parte de la caravana que trasladaba a la conurbación los 12 buses Coquimbo-La Serena de Ferrocarriles del Estado, que iniciaron sus servicios el mes siguiente y se mantuvieron hasta junio de 1968; Carlos Yusta fue uno de los choferes que tuvo el servicio durante toda su existencia.
Ingresó al Partido Socialista en 1963. En las elecciones municipales de 1967 fue elegido regidor por el Partido Socialista para la comuna de Coquimbo. En los comicios de 1971 fue elegido alcalde, mientras que su compañero de lista Arnoldo Alfred fue elegido como regidor.
Yusta fue detenido para el Golpe de Estado del 11 de septiembre de 1973, siendo relevado en el cargo por Alfonso Juan-Oliver. Retomaría sus actividades políticas al presentar su candidatura a diputado por el Distrito 8 (Coquimbo, Ovalle y Río Hurtado) en las elecciones parlamentarias de 1989, no resultando electo. Sin embargo, al año siguiente fue nombrado Gobernador de la Provincia de Elqui por el electo presidente Patricio Aylwin, desempeñándose en dicho cargo hasta 1994.
En 2000 es elegido como concejal por el PS para la comuna de Coquimbo, retornando a la municipalidad de la que había formado parte 30 años antes. Fue reelegido en 2004, 2008 y 2012.

## Historial electoral

### Elecciones municipales de 1967
- Elecciones municipales de 1967, Coquimbo[6]

| Candidato                       | Partido         | Votos | % | Resultado |
| ------------------------------- | --------------- | ----- | - | --------- |
| Eduardo Pizarro Delgado         | PR              | 2426  |   | Alcalde   |
| Raúl Gutiérrez Rodríguez        | PR              | 337   |   | Regidor   |
| Alicia López Rivera             | PR              | 210   |   |           |
| Felipe Santiago Matamoros R.    | PR              | 85    |   |           |
| Sergio Balanda Caza             | PR              | 68    |   |           |
| Julio Lisboa Carvajal           | PR              | 191   |   |           |
| Lidia Montoya Álvarez           | PR              | 130   |   |           |
| Jorge Vásquez Matamala          | PDC             | 365   |   |           |
| Víctor Medina Díaz              | PDC             | 329   |   |           |
| Clorinda Castillo de Guerra     | PDC             | 387   |   |           |
| Raúl Ramírez Gallardo           | PDC             | 454   |   | Regidor   |
| Víctor Salgado Anza             | PDC             | 638   |   | Regidor   |
| Hugo Díaz Rojas                 | PDC             | 371   |   |           |
| Pablo Pastén Ríos               | PDC             | 1908  |   | Regidor   |
| Juan Lazzus Lobos               | PCCh            | 1728  |   | Regidor   |
| Rubén Jamett Escobar            | PCCh            | 345   |   |           |
| Juana Castillo Castañeda        | PCCh            | 77    |   |           |
| Amable Honores Rojas            | PCCh            | 91    |   |           |
| Lorenzo Olivares Olivares       | PS              | 761   |   |           |
| Carlos Yusta Rojas              | PS              | 1470  |   | Regidor   |
| Francisco Javier Fuentes Lucero | PS              | 327   |   |           |
| José Alfonso Villanueva Pizarro | PS              | 49    |   |           |
| Luis Chace Castro               | PS              | 29    |   |           |
| Roberto Ávila González          | PS              | 49    |   |           |
| Benjamín Vásquez Oyarzún        | PADENA          | 24    |   |           |
| Nelson Montenegro Macías        | PADENA          | 24    |   |           |
| Alejandro Álvarez Jiliberto     | PN              | 340   |   |           |
| Alfonso Juan-Oliver Orrego      | PN              | 389   |   |           |
| Michael Mac-Auliffe Dick        | PN              | 254   |   |           |
| Carlos Castex Taborga           | PN              | 85    |   |           |
| Jorge Leiva Navea               | PN              | 33    |   |           |
| Francisco Soto Figueroa         | PN              | 49    |   |           |
| Votos en blanco                 | Votos en blanco | 118   |   |           |
| Votos nulos                     | Votos nulos     | 210   |   |           |

### Elecciones municipales de 1971
- Elecciones municipales de 1971, Coquimbo[7]

| Candidato                         | Partido | Votos | % | Resultado |
| --------------------------------- | ------- | ----- | - | --------- |
| Carlos Yusta Rojas                | PS      | 3249  |   | Alcalde   |
| Arnoldo Alfred Alfaro             | PS      | 679   |   | Regidor   |
| Pedro Díaz Rojas                  | PS      | 399   |   |           |
| Gastón Pérez Gahona               | PS      | 542   |   |           |
| Azucena Cangana Tapia             | PS      | 77    |   |           |
| Carlos Aguilera Mercado           | PS      | 513   |   |           |
| Roberto Ávila González            | PS      | 76    |   |           |
| Víctor Salgado Anza               | PDC     | 578   |   | Regidor   |
| Raúl Ramírez Gallardo             | PDC     | 309   |   |           |
| Elisa Quiroga Alcota              | PDC     | 93    |   |           |
| Pablo Gallardo Gallardo           | PDC     | 404   |   |           |
| Héctor León Jamett                | PDC     | 95    |   |           |
| Pablo Pastén Ríos                 | PDC     | 378   |   |           |
| Héctor González Campusano         | PDC     | 2176  |   | Regidor   |
| Juan José Lazzus Lobos            | PCCh    | 1333  |   | Regidor   |
| Juan Antonio Labarca              | PCCh    | 184   |   |           |
| Manuel Jesús Esquivel             | PCCh    | 90    |   |           |
| Ramón Nonato Trigo                | PCCh    | 77    |   |           |
| Fernando Castillo San Francisco   | PCCh    | 729   |   |           |
| César Sarmiento López             | PCCh    | 67    |   |           |
| Elsa Valle Ríos                   | PCCh    | 94    |   |           |
| Tomás Silva Donoso                | USOPO   | 172   |   |           |
| Eduardo Pizarro Delgado           | PR      | 1069  |   | Regidor   |
| Guillermo Sánchez Tapia           | PR      | 407   |   |           |
| Mario Vera Pizarro                | PR      | 60    |   |           |
| Juan Ossandón Cortés              | PR      | 313   |   |           |
| Fernando Gutiérrez Tapia          | PR      | 565   |   |           |
| Douglas Pérez Fuentes             | PR      | 9     |   |           |
| Rodolfo Valenzuela Rojas          | PN      | 292   |   |           |
| Alfonso Juan-Oliver Orrego        | PN      | 1402  |   | Regidor   |
| Ernesto Alfonso Alcayaga Munizaga | PN      | 164   |   |           |
| Ana Campusano Pozo                | PN      | 62    |   |           |
| Enrique Yeza Valdivia             | PN      | 49    |   |           |
| Gonzalo Tapia Díaz                | PN      | 249   |   |           |
| Guillermo Arturo Díaz Contreras   | DR      | 429   |   |           |
| José Peña Salazar                 | DR      | 44    |   |           |
| Alicia López Rivera               | DR      | 50    |   |           |
| César Díaz Rojas                  | DR      | 31    |   |           |
| Luis Michea Michea                | DR      | 243   |   |           |
| Alberto Daniel Casanga Wilson     | IND     | 179   |   |           |

### Elecciones parlamentarias de 1989
Elecciones parlamentarias de 1989 a Diputados por el distrito Nº8 (Coquimbo, Ovalle y Río Hurtado)
| Candidato                       | Pacto                          | Partido | Votos  | %     | Resultado |
| ------------------------------- | ------------------------------ | ------- | ------ | ----- | --------- |
| Jorge Pizarro Soto              | Concertación por la Democracia | DC      | 35.068 | 37,10 | Diputado  |
| Carlos Yusta Rojas              | Concertación por la Democracia | ILA     | 21.176 | 22,40 |           |
| Jorge Morales Adriasola         | Democracia y Progreso          | RN      | 16.817 | 17,79 | Diputado  |
| Rodrigo Sugg Pierry             | Democracia y Progreso          | UDI     | 15.730 | 16,64 |           |
| Luis Américo Aguilera Milla     | Alianza de Centro              | DR      | 4.522  | 4,78  |           |
| Óscar Guillermo Olivares Zúñiga | Alianza de Centro              | AN      | 1.214  | 1,28  |           |

### Elecciones municipales de 2000
Alcalde y concejales para la comuna de Coquimbo
| Candidato                       | Partido | Votos  | %     | Resultado |
| ------------------------------- | ------- | ------ | ----- | --------- |
| Pedro Velásquez Seguel          | DC      | 31 369 | 55,62 | Alcalde   |
| Oscar Pereira Tapia             | PPD     | 7184   | 12,74 | Concejal  |
| Carlos Yusta Rojas              | PS      | 3542   | 6,28  | Concejal  |
| Abdón Hermosilla Cortés         | PS      | 3011   | 5,34  | Concejal  |
| Eduardo Lizana Malinconi        | RN      | 2843   | 5,04  |           |
| Juan Alcayaga del Canto         | PRSD    | 2514   | 4,46  | Concejal  |
| Gustavo Gálvez Ávalos           | RN      | 1086   | 1,93  |           |
| Joyce Llewellyn Tame            | RN      | 926    | 1,64  |           |
| Máximo Soto Lynch               | ILC     | 817    | 1,45  |           |
| Elsa Vásquez Ortiz              | UDI     | 694    | 1,23  |           |
| Ricardo Werlinger Padilla       | ILC     | 613    | 1,09  |           |
| Bartolomé Ponce Castillo        | PC      | 552    | 0,98  |           |
| Américo Torres Valdés           | PC      | 445    | 0,79  |           |
| José Fernando Montoya Ángel     | DC      | 322    | 0,57  | Concejal  |
| Fernando Castillo San Francisco | PC      | 289    | 0,51  |           |
| Luz Rojas Zambra                | ILA     | 132    | 0,23  |           |
| Alejandro Vergara Quinteros     | ILD     | 58     | 0,10  |           |

### Elecciones municipales de 2004
Concejales para la comuna de Coquimbo
(Se consideran sólo los candidatos más votados)
| Candidato               | Partido | Votos  | %     | Resultado |
| ----------------------- | ------- | ------ | ----- | --------- |
| Ramón Velásquez Seguel  | DC      | 11.576 | 20,87 | Concejal  |
| Oscar Pereira Tapia     | PDC     | 7.439  | 13,41 | Concejal  |
| Abdón Hermosilla Cortés | PS      | 6.996  | 12,61 | Concejal  |
| Carlos Yusta Rojas      | PS      | 5.502  | 9,92  | Concejal  |
| Nelsa Piñones Rivera    | DC      | 3.564  | 6,43  | Concejal  |
| Mabel Rojas Valdivia    | UDI     | 2.753  | 4,96  | Concejal  |

### Elecciones municipales de 2008
Concejales para la comuna de Coquimbo
(Se consideran sólo los candidatos que resultaron elegidos para el Concejo Municipal)
| Candidato                       | Partido | Votos | %     | Resultado |
| ------------------------------- | ------- | ----- | ----- | --------- |
| Ramón Velásquez Seguel          | PPD     | 6.068 | 10,82 | Concejal  |
| Carlos Yusta Rojas              | PS      | 4.219 | 7,53  | Concejal  |
| Juan Alcayaga del Canto         | PRSD    | 3.226 | 5,75  | Concejal  |
| Miguel Ángel Cuadros Moreno     | PDC     | 3.209 | 5,72  | Concejal  |
| Pedro Antonio Castillo Castillo | RN      | 3.120 | 5,57  | Concejal  |
| Alejandro Campusano Massad      | PDC     | 2.808 | 5,01  | Concejal  |
| Paola Cortés Vega               | UDI     | 2.476 | 4,42  | Concejal  |
| Mónica Álvarez Cortés           | ILD     | 2.267 | 4,04  | Concejal  |